# Rhabdogyna
Rhabdogyna is een geslacht van spinnen uit de familie hangmatspinnen (Linyphiidae).

## Soorten
De volgende soorten zijn bij het geslacht ingedeeld:
- Rhabdogyna chiloensis Millidge, 1985
- Rhabdogyna patagonica (Tullgren, 1901)